# ۲ اوت
۲ اوت در تقویم گرگوری، دویست و چهاردهمین (در سال‌های کبیسه دویست و پانزدهمین) روز سال است. ۱۵۱ روز تا پایان سال باقی است.

## رویدادها
- ۱۷۹۰ - اولین سرشماری سراسری در ایالات متحده به رهبری توماس جفرسون، رئیس‌جمهور این کشور آغاز شد.
- ۱۹۱۴ - یک روز پس از اعلان جنگ امپراتوری آلمان به روسیه در جنگ جهانی اول، این کشور لوکزامبورگ را با ده‌ها هزار سرباز مورد حمله قرار داد.
- ۱۹۱۶ - در اثر انفجار مخزن مهمات نبردناو لئوناردو دا وینچی نیروی دریایی ایتالیا در جریان جنگ اول جهانی ۲۴۸ تن کشته شدند.
- ۱۹۲۲ - یک توفند بسیار مخرب در شهر ساحلی سواتو در جنوب چین (امروزه شانتو) جان ۵۰ تا ۱۰۰ هزار نفر را گرفت.
- ۱۹۲۸ - ایتالیا و اتیوپی یک پیمان دوستی و همکاری ۲۰ ساله با یکدیگر امضا کردند. تنها هشت سال ارتش ایتالیا با تهاجم خود اتیوپی را به‌طور کامل به اشغال خود درآورد.
- ۱۹۴۵ - کنفرانس دو هفته ای پوتسدام در پایان جنگ جهانی دوم به پایان رسید.
- ۱۹۸۰ - در اثر انفجار بمب کارگذاشته شده در ایستگاه مرکزی قطار شهر بولونیا ایتالیا ۸۵ تن جان خود را از دست دادند.
- ۱۹۸۵ - در اثر سقوط هواپیمای پرواز شماره ۱۹۱ خطوط هوایی دلتا ایالات متحده در نزدیکی شهر دالاس ۱۳۷ تن کشته شدند.
- ۱۹۹۰ - ارتش بعثی عراق به کویت حمله و این کشور را اشغال کرد.
- ۲۰۱۴ - در اثر انفجار در کارخانه قطعه سازی در کونشان در شرق چین دست کم ۱۴۶ تن کشته شدند.

## زادگان
- ۱۸۸۴ - رومولو گایه‌گوس، نویسنده و سیاست‌مدار و چهل و ششمین رئیس‌جمهور ونزوئلا
- ۱۹۲۵ - خورخه ویدلا، نظامی و سیاستمدار آرژانتینی و چهل و دومین رئیس‌جمهور این کشور (۱۹۸۱–۱۹۷۶) (بوینس آیرس، آرژانتین)
- ۱۹۳۱ - میرزا اسلم بیگ، نظامی پاکستانی و فرمانده ارتش این کشور (۱۹۹۱–۱۹۸۸) (اعظم گره، هند بریتانیا)

- ۱۹۹۹ - مارک لی، عضو گروه کی-پاپ ان‌سی‌تی و سوپر ام

## درگذشتگان
- ۱۹۲۳ - وارن جی. هاردینگ، سیاست مدار آمریکایی و بیست و نهمین رئیس‌جمهور ایالات متحده (۱۹۲۳–۱۹۲۱) (سان فرانسیسکو، ایالات متحده)
- ۱۹۳۴ - پاول فون هیندنبورگ، نظامی و سیاست مدار آلمانی و رئیس‌جمهور این کشور (۱۹۳۴–۱۹۲۵) (نودک (اوگروجنگتس کنونی در لهستان کنونی)، آلمان)
- ۱۹۹۷ - جیمز کروس، نویسنده
- ۱۹۲۲ - الکساندر گراهام بل، دانشمند، مبتکر و مخترع

## مناسبت‌ها
- روز ملی کشور مقدونیه